# يان واسيويز
يان واسيويز (بالبولندية: Jan Wasiewicz)‏ مواليد 6 يناير 1911 في لفيف، الإمبراطورية النمساوية المجرية - الوفاة 9 نوفمبر 1976 في بوينس آيرس، هو لاعب كرة قدم بولندي سابق، كان يلعب في مركز الوسط. سبق له أن لعب في كأس العالم لكرة القدم مع منتخب بلاده في مونديال عام 1938، كما لعب مع المنتخب في دورة الألعاب الأولمبية الصيفية عام 1936.

## روابط خارجية
- يان واسيويز على موقع الاتحاد الدولي (مؤرشف)  (الإنجليزية)
- يان واسيويز على موقع قاعدة بيانات كرة القدم.إي يو (الإنجليزية)
- يان واسيويز على موقع أوليمبيديا (الإنجليزية)